# Porocleonus
 Porocleónus — рід жуків родини Довгоносики (Curculionidae).

## Зовнішній вигляд
До цього роду відносяться жуки середнього розміру, довжина їх тіла становить близько 15 мм. Основні ознаки:
- Головотрубка коротка, гладенька знизу і зігнута донизу; без серединного кілю, із ледь помітною серединною борозенкою, на голові є малопомітний поздовжній серединний кіль;
- очі звужені донизу, їх передній край опуклий, вусикові борозенки не доходять до їх переднього краю;
- передньоспинка зверху нерівномірно вкрита крупними глибокими темними крапками; задній край передньоспинки кутовидно витягнутий до щитка;
- на надкрилах у проміжках між крапковими рядам коротенькі опуклі смужки у вигляді пунктиру з білих лусочок;
- тіло (включаючи ноги й вусики) вкрите густим щільним шаром білих лусочок; 2-й членик джгутика вусиків не довший за 1-й;
- ноги знизу мають товсті короткі щетинки, 1-й членик лапок не ширший ніж 2-й, кігтики кожної лапки не зрослися і широко розставлені.

Фотографії жуків цього роду див. на.

## Спосіб життя
Невідомий, ймовірно, він типовий для Cleonini.

## Географічне поширення
Єдиний відомий вид цього роду поширений в Північній Африці та Західній Азії (див. нижче).

## Класифікація
У цьому роді описано один вид:
- Porocleonus candidus (Olivier, 1807) — Північна Африка, Близький Схід, Саудівська Аравія, Оман, Сомалі